# سیارک ۵۰۵۴
سیارک ۵۰۵۴ (به انگلیسی: 5054 Keil، نامگذاری:1986AO2) پنج هزار و پنجاه و چهارمین سیارک کشف شده‌است که در ۱۲ ژانویه ۱۹۸۶ کشف شد.
قدر مطلق سیارک برابر ۱۳٫۷۰ است.